# Thượng Bằng La
Thượng Bằng La là một xã thuộc huyện Văn Chấn, tỉnh Yên Bái, Việt Nam.
Xã Thượng Bằng La có diện tích 92,43 km², dân số năm 2019 là 8.327 người, mật độ dân số đạt 90 người/km².